# Estereograma de punts aleatoris
Un estereograma de punts aleatoris o RDS (en anglès), és un parell d'imatges formades per punts distribuïts aleatòriament que vistos amb l'ajuda d'un estereoscopi, o simplement amb els ulls enfocats en un punt més enllà de la imatge, produeixen una sensació de profunditat, així sembla que hi hagi objectes més a prop i més llunyans que la imatge.
Aquesta tècnica va ser inventada per Béla Julesz, qui va dirigir la publicació d'una investigació que explica les seves teories sobre la visió estereoscòpica humana.
Conceptes posteriors, involucren imatges simples, que no consisteixen sempre de punts aleatoris, sinó de sistemes més coneguts pel públic, anomenats  autoestereogrames .

## Desenvolupament
El Dr Julesz va arribar als Estats Units el 1956 des d'Hongria i va començar a treballar per als Laboratoris Bell, juntament amb altres reconeguts matemàtics. Un dels seus projectes requeria detectar patrons en la sortida dels generadors de nombres aleatoris. El Dr Julesz va decidir dibuixar els nombres en imatges, i usant les capacitats de detecció del cervell buscar una falta d'aleatorietat.
Usant l'estereoscopi, dos fotògrafs van prendre fotografies "quasi iguals" amb una petita diferència en la distància horitzontal, així es podien veure els objectes com en tres dimensions. Més de 100 anys després el Dr Julesz va observar que dues imatges aleatòries similars a les del projecte esmentat anteriorment, es veien a través de l'estereoscopi, com projectades sobre una superfície plana, aleshores va aixecar un quadrat al centre d'una de les imatges, d'aquesta manera el quadrat semblava aixecar-se de la superfície.

## Implicacions
El descobriment d'aquesta tècnica va produir interès i implicacions en ciències cognitives i en l'estudi de la percepció.
L'estereograma de punts aleatoris va generar una idea de com la visió estereoscòpica és processada pel cervell. Segons Ralph Siegel, Dr Julesz va demostrar que "la profunditat estereoscòpica pot ser calculada en l'absència d'algun objecte identificable, d'alguna perspectiva, d'alguna senyal disponible per només un ull qualsevol .."
El Dr Julesz denominar aquesta 'percepció ciclop' basant-se en la teoria que el cervell crea un model d'una simple imatge mental d'una escena com un ciclop, però amb informació addicional de profunditat, tot i rebre dues imatges diferents dels ulls. Les seves teories i treballs estan consignats en el llibre de 1971.

## Desenvolupaments posteriors
El nom 'estereograma de punts aleatoris' es refereix específicament a  parells  d'imatges formades per punts aleatoris.
El treball de Christopher Tyler and Maureen Clarke va presentar una codificació de les mateixes dades en una imatge simple que no requeria estereoscopi per veure-la. Aquesta tècnica és coneguda com (SIRDS), o autoestereogramas de punts aleatoris.
Reemplaçant el patró base de punts aleatoris amb una imatge o textura genera la forma que fa el estereograma d'imatge simple coneguda pel públic en general.

## Exemples
El procés usat per desenvolupar el primer RDS es descriu a continuació:
1. Crear una imatge. Omplir amb punts aleatoris. Duplicar-la.
2. Seleccionar una regió en una imatge.
3. Desplaçar la regió una mica, horitzontalment. L'estereograma està complet.
Per veure el estereograma, cal enfocar els ulls un punt més enllà de la imatge fins que les dues imatges creen l'efecte.
Cal tenir en compte que es veu la imatge idèntica del pas 2, però l'àrea sencera apareix a la mateixa profunditat. La regió desplaçada produeix una disparitat binocular necessària per donar la sensació de profunditat. Diferents desplaçaments corresponen a diferents profunditats.